# Armin Hary
Armin Hary (Quierschied, 22 marzo 1937) è un ex velocista tedesco, campione olimpico dei 100 metri piani e della staffetta 4×100 metri ai Giochi di Roma 1960.
È stato il secondo atleta europeo a vincere il titolo olimpico nei 100 metri piani maschili (dopo il britannico Harold Abrahams nel 1924), nonché il primo atleta capace di correre la distanza in 10 secondi netti (con cronometraggio manuale).

## Biografia
Nacque da una famiglia di modeste condizioni sociali: il padre lavorava come minatore ma era conosciuto nell'ambito sportivo per il suo passato di lottatore, abbastanza affermato in campo nazionale.
Il giovane Hary iniziò la sua attività fisica come calciatore in una squadra locale nel ruolo di ala sinistra (ruolo che generalmente è affidato a un elemento veloce, quale lui era).
Verso i 16 anni volle provare a correre i 100 metri piani su una pista di atletica e ottenne il tempo di 11"9, riscontro molto buono per un ragazzino, oltretutto privo di tecnica e allenamento adeguato.
All'età di 20 anni, a Oberhausen, sempre sui 100 metri piani, stabilì il tempo di 10"4, che gli permise di essere in lista nelle graduatorie mondiali dell'epoca.
Dopo questa eccellente prestazione fu proiettato in un club molto importante, quello del Bayer di Leverkusen (industria ottica), e gli fu affidato anche un lavoro come meccanico di precisione. Qui conobbe Bertl Sumser, che sarebbe poi diventato il suo allenatore per molti anni.
Nel mese di settembre del 1958, in un meeting internazionale, corse i 100 metri in 10" netti. Addirittura uno dei cronometristi rilevò un tempo di 9"9, tuttavia il risultato non fu omologato perché la pista presentava una pendenza eccessiva rispetto alle altre.
Nel 1959, a Duisburg, partecipò al meeting delle 6 nazioni, dove figurava anche l'Italia, e fu battuto da Livio Berruti, che corse in 10"5 bruciando di un decimo di secondo Hary.

### L'anno del primato

Olimpiadi di Roma 1960. Hary incontra al villaggio olimpico il grande Jesse Owens. Eccoli in una foto ricordo.

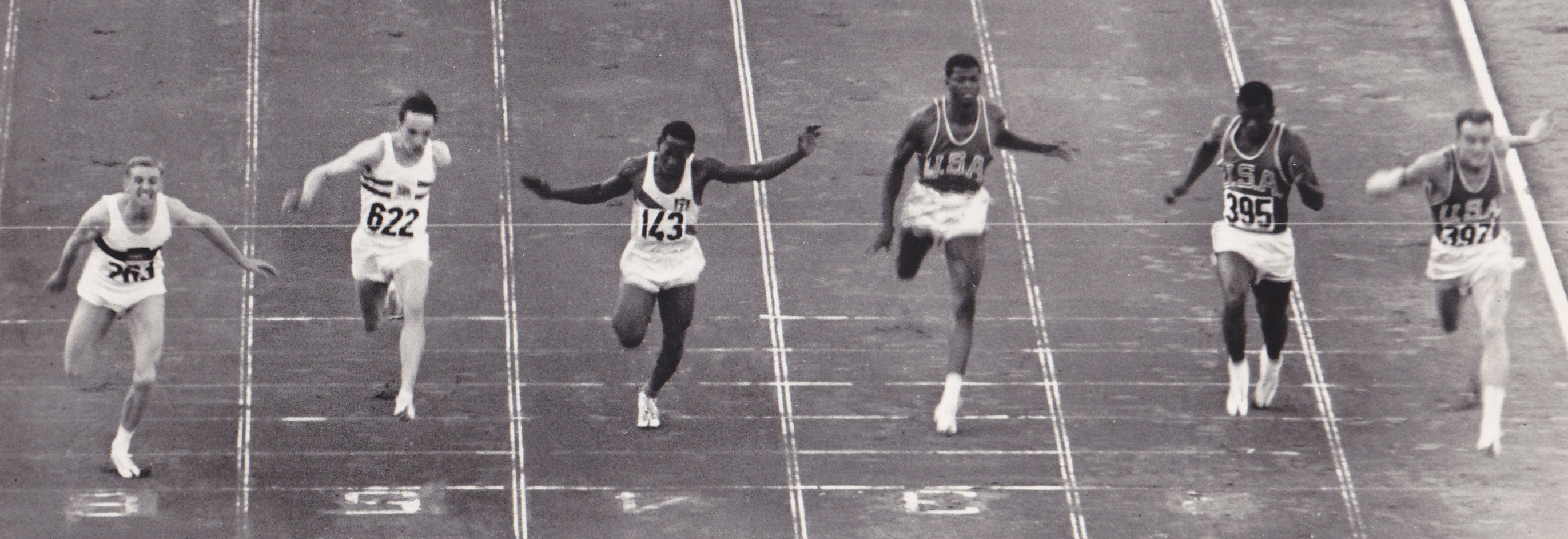
Hary, primo da sinistra, sul traguardo dei 100 metri piani ai Giochi di Roma.

Si arriva al 1960, anno in cui Hary cambiò società e allenatore: fu affidato alle cure di Haefele, allenatore di Fütterer campione europeo dei 100 metri nel 1954.
Quell'anno si cimentò anche sulla doppia distanza, quella dei 200 metri piani, dove stabilì il suo primato personale correndo in 20"6.
Il 21 giugno 1960 fu organizzata a Zurigo una riunione preolimpica denominata Meeting di Olimpia, a cui furono invitati i migliori velocisti dell'epoca. Fu invitato anche l'italiano Livio Berruti, che però rinunciò.
La gara dei 100 metri fu corsa per due volte: la prima fu infatti viziata da una falsa partenza (non segnalata con il secondo colpo di pistola) dallo starter, venendo poi annullata sulla base di documentazioni fotografiche, in cui si vedeva chiaramente che Hary era partito con un minimo anticipo sugli altri concorrenti, e per stessa ammissione da parte dello starter.
A titolo di cronaca, due dei tre cronometristi presenti fecero fermare il cronometro sul 9"9, il terzo sul 9"8.
La gara venne quindi ripetuta e questa volta fu la definitiva consacrazione di Armin Hary: 10" netti, primo uomo al mondo a correre in questo tempo.
Venne poi la consacrazione ufficiale con la vittoria dei 100 m alle Olimpiadi di Roma del 1960.
Per la squalifica degli statunitensi, diventò anche campione olimpico della staffetta 4×100 metri (con Bernd Cullman, Walter Mahlendorf e Martin Lauer), con il tempo di 39"5.
Fino alla fine della sua attività agonistica, avvenuta nella prima metà degli anni sessanta a causa della frattura di un ginocchio patita in un incidente automobilistico, Hary non riuscirà mai più a ripetere quel tempo. Una sola volta si avvicinò nuovamente al primato, correndo in 10"1.
Diventato agente immobiliare a Monaco, nel 1966 sposò la figlia di un ricco proprietario terriero e dal quel momento andò a vivere nel castello dei suoceri.

## Caratteristiche fisiche e tecniche
- Altezza 1,82 m per 72 kg.
- Straordinaria reattività dai blocchi (stimata in 3 centesimi)
- Rapidità d'accelerazione e d'azione, con accorciamento della falcata (frequenza fra i 5 e i 30 metri).

## Palmarès
| Anno                                              | Manifestazione  | Sede      | Evento      | Risultato | Prestazione | Note            |
| ------------------------------------------------- | --------------- | --------- | ----------- | --------- | ----------- | --------------- |
| In rappresentanza della Germania Ovest            |                 |           |             |           |             |                 |
| 1958                                              | Europei         | Stoccolma | 100 m piani | Oro       | 10"3        |                 |
| 1958                                              | Europei         | Stoccolma | 4×100 m     | Oro       | 40"2        |                 |
| In rappresentanza della Squadra Unificata Tedesca |                 |           |             |           |             |                 |
| 1960                                              | Giochi olimpici | Roma      | 100 m piani | Oro       | 10"2        | Record olimpico |
| 1960                                              | Giochi olimpici | Roma      | 4×100 m     | Oro       | 39"5        | Record mondiale |

## Altre competizioni internazionali
1960
- Oro al Weltklasse Zürich ( Zurigo), 100 m piani - 10"0